# 真心電流
《真心電流》（日语： Hāto Ereki */?）是日本女子偶像組合AKB48的第33張單曲唱片作品，於2013年10月30日由國王唱片發行。此張單曲也是AKB48資深成員小嶋陽菜首次單獨成為Center（中心成員）的單曲。

## 簡介
本张单曲的销售标语是“食指是魔法之杖”（人差し指は魔法の杖）。
此次A面曲在2013年9月18日日本武道館舉辦的「AKB48第34張單曲選拔猜拳大會」，第一次公開表演並宣布曲名。而A面曲的MV则是在10月5日于大阪巨蛋举办的第32张单曲《戀愛的幸運餅乾》全国握手会上首次播放。
如同48集团一贯以来的单曲发行风格，此张单曲唱片也是採一单曲多版本方式发行，但有別於一直以來AKB48的單曲通常都是由A、K、B三個一般版本與劇場盤共四版本發行的作法，配合Team 4在唱片發行前的8月24日時的再次組成，這次的單曲首度出現Type-4的版本，而成為Type-A、Type-K、Type-B、Type-4与剧场盘共五种版本。其中Type-A、Type-K、Type-B、Type-4又分别会推出仅有上市初期限量发行的初回限定盘，与长期发行的普通盘两种次版本。不同版本的唱片，会有不同的收录曲目与附赠赠品（特典）。
在搭配單曲主打歌的各B面曲之安排方面，配合新Team 4的成立，這次的各版本專屬B面曲是以分隊為單位負責演唱，例如只單獨收錄在Type-A中的《倒數KISS》（キスまでカウントダウン）是由Team A全體成員參與演唱，其他版本也依此類推。其中收錄於Type-4中的《清純哲學》（清純フィロソフィ），是第一首被收錄在AKB48單曲唱片之普通版本的Team 4專屬曲。由Under Girls演唱的《快速與動體視力》（快速と動体視力）因同時收錄在除了Type-B之外的四個版本中，因此可視為是此次單曲唱片的主要B面曲。至於Type-B中單獨收錄的《只給你的Chu!Chu!Chu!》（君だけにChu!Chu!Chu!）是2013年7月20日在福岡雅虎巨蛋的演唱會中正式公開成員名單的全研究生小組「小瓢蟲Chu！」的第一首專屬作品。
《真心電流》在10月30日發售首天就創下1,020,800張的銷量，成為AKB48第14張獲得百萬認證的單曲作品。這也使得AKB48得以超越老牌搖滾二人組B'z原本的13張百萬單曲記錄，成為日本唱片市場百萬認證單曲數量的紀錄保持人，同時以首週120.4萬張的銷量自2009年10月的RIVER起，連續20張作品獲得週榜第一位，再次創下女子組合的新紀錄。

## 版本與收录內容

### Type-A
封面成员：小嶋陽菜、大島優子、高橋南、柏木由紀、指原莉乃
CD
1. 《真心電流》（ハート・エレキ）[4:58]
（作詞：秋元康 、作曲：丸谷学（日语：丸谷マナブ）、編曲：增田武史（日语：eyelis））
2. 《快速與動體視力》（快速と動体視力）[4:08] - Under Girls
（作詞：秋元康、作曲：俊龍、編曲：野中MASA雄一（日语：野中“まさ”雄一））
3. 《倒數KISS》（キスまでカウントダウン）[5:20] - Team A
（作詞：秋元康、作曲：杉山勝彦、編曲：杉山勝彦、有木竜郎（日语：有木竜郎））
4. 《真心電流》（off vocal ver.）
5. 《快速與動體視力》（off vocal ver.）
6. 《倒數KISS》（off vocal ver.）

DVD
1. 《真心電流》Music Video
2. 《真心電流》Music Video ～Dance ver.～
3. 《快速與動體視力》Music Video
4. 《倒數KISS》Music Video

特典
- 全國握手會活動參加券1種（共2種，僅初回限定版附贈）
- 成員暱稱貼紙1種（共16種，隨機附贈）
- 生寫真1種（僅通常版附贈）

### Type-K
封面成员：渡边麻友、松井珠理奈、島崎遥香、松井玲奈、橫山由依
CD
1. 《真心電流》
2. 《快速與動體視力》
3. 《細雪的悔悟》（細雪リグレット）[3:30] - Team K
（作詞：秋元康、作曲：横健介、編曲：生田真心）
4. 《真心電流》（off vocal ver.）
5. 《快速與動體視力》（off vocal ver.）
6. 《細雪的悔悟》（off vocal ver.）

DVD
1. 《真心電流》Music Video
2. 《真心電流》Music Video ～Dance ver.～
3. 《快速與動體視力》Music Video
4. 《細雪的悔悟 Music Video
5. 《秋元才加畢業纪录片“在坚强与软弱之间”》

特典
- 全國握手會活動參加券1種（共2種，僅初回限定版附贈）
- 成員暱稱貼紙1種（共16種，隨機附贈）
- 生寫真1種（僅通常版附贈）

### Type-B
封面成员：山本彩、渡邊美優紀、多田愛佳、峯岸南、川榮李奈、入山杏奈
CD
1. 《真心電流》
2. 《只給你的Chu!Chu!Chu!》（君だけにChu!Chu!Chu!）[4:15] - 小飄蟲Chu!
（作詞：秋元康、作曲：今井宏（日语：今井宏 (音楽家)）、編曲：野中MASA雄一）
3. 《Tiny T-shirt》 [4:16] - Team B
（作詞：秋元康、作曲：上田起士（日语：上田起士）、編曲：若田部誠）
4. 《真心電流》（off vocal ver.）
5. 《只給你的Chu!Chu!Chu!》（off vocal ver.）
6. 《Tiny T-shirt》（off vocal ver.）

DVD
1. 《真心電流》Music Video
2. 《真心電流》Music Video ～Dance ver.～
3. 《只給你的Chu!Chu!Chu!》Music Video
4. 《Tiny T-shirt》Music Video
5. 《小飄蟲Chu!纪录片》

特典
- 全國握手會活動參加券1種（共2種，僅初回限定版附贈）
- 成員暱稱貼紙1種（共16種，隨機附贈）
- 生寫真1種（僅通常版附贈）

### Type-4
封面成员（上方）：小嶋陽菜、大島優子、高橋南、柏木由紀、指原莉乃
封面成员（下方）：渡边麻友、松井珠理奈、島崎遥香、松井玲奈、横山由依
CD
1. 《真心電流》
2. 《快速與動體視力》
3. 《清純哲學》（清純フィロソフィ）[3:45] - Team 4
（作詞：秋元康、作曲：多田慎也（日语：タダシンヤ）、編曲：生田真心）
4. 《真心電流》（off vocal ver.）
5. 《快速與動體視力》（off vocal ver.）
6. 《清純哲學》（off vocal ver.）

DVD
1. 《真心電流》Music Video
2. 《真心電流》Music Video ～Dance ver.～
3. 《快速與動體視力》Music Video
4. 《清純哲學》Music Video
5. 《Team 4、研究生甄选 ～（前辈）畢業前想传递的心情～》

特典
- 全國握手會活動參加券1種（共2種，僅初回限定版附贈）
- 成員暱稱貼紙1種（共16種，隨機附贈）
- 生寫真1種（僅通常版附贈）

### 劇場盤
封面成员（前排）：小嶋陽菜、大島優子、高橋南、柏木由紀
封面成员（后排）：渡边麻友、松井珠理奈、島崎遥香、指原莉乃
CD
1. 《真心電流》
2. 《快速與動體視力》
3. 《你的眼是星象仪》（君の瞳はプラネタリウム） - Team 研究生
（作詞：秋元康、作曲：Noda Akiko、編曲：野中MASA雄一）
4. 《真心電流》（off vocal ver.）
5. 《快速與動體視力》（off vocal ver.）
6. 《你的眼是星象仪》（off vocal ver.）

特典（三者选一）
- 生寫真一枚+劇場版發售紀念大握手會參加券
- 生寫真一枚+劇場版發售紀念大握手會当日成员现场指定參加券
- 生寫真两枚

## 歌曲與參與成員
以下提及的所屬分隊都是以單曲唱片發行的時間點為準，並依照AKB48集團的出席編號排序。

### 真心電流
（中央位置成員：小嶋陽菜）
- Team A：入山杏奈、川荣李奈、高橋南（高橋みなみ）、横山由依、渡边麻友
- Team K：大島優子
- Team B：柏木由紀、小嶋陽菜、島崎遥香
- Team 4：峯岸南（峯岸みなみ）
- SKE48 Team S / AKB48 Team K：松井珠理奈
- SKE48 Team E：松井玲奈
- NMB48 Team N / AKB48 Team B：渡边美優紀
- NMB48 Team N：山本彩
- HKT48 Team H：多田愛佳、指原莉乃
此次A面曲選抜成員的人數與上张单曲相同，為16名。小嶋陽菜是自《妳正在看着夕陽嗎？》以来約6年后重新且首次單獨站上单曲的中央位置，並由大島優子與高橋南站其兩旁擔任前排成員。入山杏奈与川荣李奈是自《再見自由式》以来5個月、峯岸是自《So long!》以来隔8個月、多田是自《Everyday、髮箍》以来2年5個月重新进入选拔名单[註 4]。在上张单曲的選拔成員中，除了2013年7月22日從AKB48畢業的篠田麻里子與同年8月27日畢業的板野友美之外，僅有SKE48的須田亚香里与SNH48的宮澤佐江兩人沒有再次進入此次的選拔單曲中。

#### 成員、暱稱及负责乐器列表
在這首歌曲搭配的MV中，選拔成員組成一個團名为“The G.FINGERS”的虛構樂團，並各自擁有以下所示的暱稱。
| 成员       | 暱稱      | 负责乐器 |  | 成员       | 暱稱      | 负责乐器 |
| ---------- | --------- | -------- |  | ---------- | --------- | -------- |
| 小嶋陽菜   | Michelle  |          |  | 松井玲奈   | Sandy     | 铃鼓     |
| 高橋南     | Linda     | 主吉他   |  | 山本彩     | Rosanna   | 舞者     |
| 大島優子   | Lucy      | 贝司     |  | 横山由依   | Mary      | 打击乐   |
| 柏木由紀   | Catherine | 鼓       |  | 川荣李奈   | Kawaey    | 舞者     |
| 指原莉乃   | Laura     | 合唱     |  | 渡边美優紀 | Josephine | 舞者     |
| 渡边麻友   | Elizabeth | 键盘     |  | 峯岸南     | Barbara   | 舞者     |
| 松井珠理奈 | Caroline  | 节奏吉他 |  | 多田愛佳   | Margaret  | 舞者     |
| 島崎遥香   | Angelina  | 键盘     |  | 入山杏奈   | Veronica  | 舞者     |

### 快速與動體視力
Under Girls名义
（中央位置成员：加藤玲奈、須田亚香里）
- Team A：岩田華、菊地彩香（菊地あやか）、佐藤堇（佐藤すみれ）、高橋朱里
- Team K：北原里英、倉持明日香、武藤十夢
- Team B：梅田彩佳、加藤玲奈
- AKB48 Team B / SKE48 Team KII：大場美奈
- AKB48 Team B / NMB48 Team N：市川美織
- SKE48 Team S：木崎由里亞（木﨑ゆりあ）
- SKE48 Team KII：須田亚香里、高柳明音
- SKE48 Team E / AKB48 Team K：古畑奈和
- SKE48 Team E：木本花音
- NMB48 Team M / AKB48 Team A：矢倉楓子
- HKT48 Team H / AKB48 Team A：兒玉遥
- HKT48 Team H：宮脇咲良
- JKT48 Team J / AKB48 Team B：高城亚樹
Under Girls人数由16人增长至20人，岩田華怜、高橋朱里、武藤十梦、古畑奈和是自《蔷薇的果实》以来、菊地彩香、加藤玲奈、大場美奈、須田亚香里、矢倉枫子、兒玉遥是自《Waiting room》以来、市川美织是自《下一个Season》以来、倉持明日香是自《为什么波西米亚》以来、佐藤堇是自《你的背影》以来再次被选为Under Girls。上张单曲中的Under Girls成员藤江丽奈與SKE48的大矢真那、柴田阿弥、古川愛李、松村香織和NMB48的山田菜菜这次没有进入名单。

### 倒數KISS
Team A 名義
（中央位置成员：渡边麻友）
- Team A：伊豆田莉奈、入山杏奈、岩田華怜、大島涼花、川荣李奈、菊地彩香、小林茉里奈、佐佐木優佳里、佐藤堇、高橋朱里、高橋南、田野優花、松井咲子、森川彩香、横山由依、渡边麻友
- NMB48 Team M / AKB48 Team A：矢倉楓子
- HKT48 Team H / AKB48 Team A：兒玉遥
- SNH48 / AKB48 Team A：鈴木玛利亚（鈴木まりや）

### 細雪的悔悟
Team K 名義
（中央位置成员：大島優子、松井珠理奈）
- Team K：阿部玛利亚（阿部マリア）、内田真由美、大島優子、北原里英、倉持明日香、小林香菜、佐藤亚美菜、島田晴香、鈴木紫帆里、近野莉菜、永尾玛利亚（永尾まりや）、中田千智（中田ちさと）、平田梨奈、藤田奈那、前田亚美、宮崎美穂、武藤十夢
- SKE48 Team S / AKB48 Team K：松井珠理奈
- SKE48 Team E / AKB48 Team K：古畑奈和
- JKT48 Team J / AKB48 Team K：野澤玲奈
- Team 4：相笠萌
- 研究生：汤本亚美
野澤玲奈是首次参加AKB48的单曲录制。另外，在单曲Type-4特典影片《Team 4、研究生甄选 ～（前辈）畢業前想传递的心情～》中被秋元才加选择的相笠与被板野友美选择的汤本两人虽然不是Team K的成员，但出演了本首歌曲的MV。

### 只給你的Chu!Chu!Chu!
小瓢蟲Chu! 名義
（中央位置成员：小嶋真子）
- Team 4：冈田奈奈、小嶋真子、西野未姬
- SKE48 研究生：北川綾巴
- NMB48 研究生：澀谷凪咲
- HKT48 研究生：田島芽瑠、朝長美樱

### Tiny T-shirt
Team B 名義
（中央位置成员：柏木由紀）
- Team B：石田晴香、岩佐美咲、梅田彩佳、大森美優、大家志津香、柏木由紀、片山陽加、加藤玲奈、小嶋菜月、小嶋陽菜、島崎遥香、竹内美宥、田名部生来、中村麻里子、名取稚菜、野中美乡、藤江丽奈（藤江れいな）、山内鈴蘭
- AKB48 Team B / SKE48 Team KII：大場美奈
- AKB48 Team B / NMB48 Team N：市川美織、渡边美優紀
- JKT48 Team J / AKB48 Team B：高城亚樹

### 清純哲學
Team 4 名義
（中央位置成员：小嶋真子）
- Team 4：相笠萌、岩立沙穂、内山奈月、梅田綾乃、岡田彩花、岡田奈奈、北澤早紀、小嶋真子、篠崎彩奈、髙島祐利奈、西野未姫、橋本耀、前田美月、峯岸南、村山彩希、茂木忍

### 你的眼是星象仪
「AKB48研究生」名義
（中央位置成员：大和田南那）
- 研究生：市川愛美、大和田南那、込山榛香、佐藤妃星、土保瑞希、福岡聖菜、向井地美音、湯本亚美
15期研究生本次是首次参加单曲录制。而在2013年10月28日由候补研究生升格为研究生的大川莉央与達家真姫宝两人则没有参加。

## 外部連結
- King Records官方網站相關唱片版本頁面（日語）
  - Type A 初回限定盤 （页面存档备份，存于） TypeA 通常盤 （页面存档备份，存于）
  - Type K 初回限定盤 （页面存档备份，存于） TypeK 通常盤 （页面存档备份，存于）
  - Type B 初回限定盤 （页面存档备份，存于） TypeB 通常盤 （页面存档备份，存于）
  - Type 4 初回限定盤 （页面存档备份，存于） Type4 通常盤 （页面存档备份，存于）
  - 劇場盤 （页面存档备份，存于）
- AKB48官方YouTube频道公开播放影片：
  - YouTube上的《真心電流》MV
  - YouTube上的《快速與動体視力》MV预览片段
- 單曲宣傳街宣車
  - YouTube上的在澀谷行走的《真心電流》街宣車